# Marin Marais
Marin Marais /maˈʁɛ̃ maˈʁɛ/ (Parigi, 31 maggio 1656 – Parigi, 15 agosto 1728) è stato un gambista e compositore francese del periodo barocco.

## Biografia
Marin Marais nasce a Parigi attorno al maggio 1656, da una famiglia modesta: i suoi genitori sono Vincent Marais, cordaio, e Catherine Bellanger. Solo il fratello di Vincent, sacerdote, si è elevato socialmente.
Nel 1667, Marin Marais entra nel coro di voci bianche di Saint-Germain-L'Auxerrois dove incontra Michel-Richard Delalande (ugualmente voce bianca del coro) e François Lalouette. A 16 anni, abbandona volontariamente il canto e cerca di perfezionarsi nel basso di viola, che ha appreso durante la sua formazione musicale presso il coro. Con ogni probabilità il suo principale maestro fu Monsieur de Sainte Colombe, con cui però sarebbe presto addivenuto ad una rottura. Secondo Titon du Tillet (Parnasse François, 1732), Marin Marais si sarebbe nascosto sotto il capanno in cui componeva Sainte Colombe per cercare di carpirne i segreti tecnici, che facevano di lui uno dei più considerati violisti del tempo. Su questa notizia storica è stato costruito da Pascal Quignard il romanzo Tutte le mattine del mondo.
Marais entra in seguito nell'orchestra dell'Académie Royale de Musique diretta da Jean Baptiste Lully, forse grazie ai buoni uffici di Lalouette.
Nel 1676 sposa Catherine Darnicourt dalla quale avrebbe avuto, secondo Titon du Tillet, diciannove figli; di almeno dodici di questi, in effetti, è stata trovata traccia storica. Nel 1679 ottiene la carica di «joueur de viole de la musique de la Chambre» nella Musique du roi (Luigi XIV). Per quarant'anni cumulerà questa carica con una ininterrotta carriera all'Opéra.
Nel 1685 Marin Marais comincia a comporre pezzi per viola; un primo libro viene pubblicato nel 1686. In questo stesso anno comincia a scrivere per le scene un "Idillio drammatico" che incontrerà grande successo, ma di cui non ci sono pervenute che le parole.
Dopo la morte di Jean Baptiste Lully, Marais acquista più spazio per far rappresentare le sue opere e scrive Alcide (libretto di Jean-Galbert de Campistron), in collaborazione con Louis Lully (figlio di Jean Baptiste), rappresentato nel 1693 con grande successo.
Si esibisce al tempo stesso come violista, assieme ad altri, nella corte di Luigi XIV, ma anche dell'alta nobiltà della capitale. Un libro pubblicato nel 1689, Pièces en trio pour les flûtes, violons et dessus de viole, contiene esempi del repertorio eseguito da Marais per questa attività di corte.
Nel 1701, Marais è chiamato a dirigere una grande cerimonia per la guarigione del delfino (il figlio del re), durante la quale si esibisce un'orchestra di 250 musicisti e cantori, e che vede l'esecuzione, tra l'altro, di due suoi mottetti: Domine salvum fac regem e un altro di cui non conosciamo il titolo.
Dopo questa importante esecuzione, verso il 1704 diviene direttore d'orchestra permanente all'Académie Royale de Musique. Qui scriverà Alcyone, tragedia in musica rappresentata nel 1706 ancora con grande successo.
Conosce poi un periodo meno brillante con il fiasco di Sémélé, che sarà la sua ultima opera lirica. Al tempo stesso, nuovi violisti si fanno strada mettendo in discussione il suo predominio musicale: Louis de Caix d'Hervelois e soprattutto Antoine Forqueray.
Nel 1708, Marais chiede e ottiene che suo figlio maggiore, Vincent, subentri nella sua carica di violista di corte. Continua tuttavia a suonare a corte fino alla morte di Luigi XIV, dopo la quale le sue attività si attenuano. Continuò tuttavia a insegnare e praticare il suo strumento, e visse in un certo agio. Morì il 15 agosto 1728.

## Opere

### Musica strumentale
- Les pièces pour viole
- Pièces à une et à deux violes (1686)
- Basses continues des pièces à une et deux violes avec une augmentation de plusieurs pièces particulières en partition (1689)
- Pièces de violes, Deuxième livre (1701)
- Pièces de viole, Troisième livre (1711)
- Pièces à une et à trois violes, Quatrième livre (1717)
- Pièces de viole, Cinquième livre (1725)
- Les pièces en trio
- Pièces en trio pour les flûtes, violons et dessus de viole avec la basse continue (1692)
- La Gamme et autres morceaux de symphonie pour le violon, la viole et le clavecin (1723)

### Tragedie in musica
- Alcide (1693)
- Ariane et Bacchus (1696)
- Alcyone (1706)
- Sémélé (1709)

## Curiosità
La sua figura appare nel romanzo di Pascal Quignard Tutte le mattine del mondo del 1987 e nell'omonimo film di Alain Corneau del 1991, dove i pezzi di Marais sono interpretati da Jordi Savall. Alcuni suoi brani sono stati utilizzati dallo stesso Jordi Savall per la colonna sonora del film Marquise con Sophie Marceau.